# Linia kolejowa nr 857
Linia kolejowa nr 857 – drugorzędna, jednotorowa, zelektryfikowana linia kolejowa znaczenia państwowego, łącząca rejon SDA stacji Szczecin Dąbie z posterunkiem odgałęźnym Szczecin Dąbie SDC.
Linia w całości została ujęta w kompleksową i bazową towarową sieć transportową TEN-T.
Linia umożliwia przejazd pociągów z kierunku Stargardu w stronę Goleniowa oraz Świnoujścia bez konieczności zmiany czoła pociągu w rejonie SDB Szczecina Dąbia.